# Liste de prix littéraires
Un prix littéraire est une distinction remise pour une œuvre littéraire particulière par des institutions publiques ou privées, des associations, des académies, des fondations ou encore des personnes individuelles. La plupart des prix sont décernés annuellement et s'accompagnent de la remise d'une somme d'argent, d'une bourse ou encore d'un objet d'art.
Les prix sont classés dans les catégories « national » ou « international ».

## Prix littéraires internationaux
- Prix Constantinople ;
- Prix Nobel de littérature, décerné pour la première fois en 1901, récompense l'œuvre littéraire complète d'un écrivain ;
- Prix Hans-Christian-Andersen (surnommé « le petit prix Nobel de littérature »), décerné par l'Union internationale pour les livres de jeunesse (IBBY) en reconnaissance d'une « contribution durable à la littérature pour enfants » ; il existe en réalité deux prix, l'un décerné à un auteur (depuis 1956) et l'autre à un illustrateur (depuis 1966) ;
- Prix commémoratif Astrid-Lindgren, créé en 2002, décerné par le gouvernement suédois pour des auteurs de littérature jeunesse, et dont la dotation équivaut à plus de 550 000 € ;
- Grands Prix des associations littéraires, « Prix littéraires d’envergure internationale, décernés sur propositions des associations littéraires. Trois langues éligibles : anglais, français et espagnol. » Date de création : 2013. Lieu : Cameroun ;
- Prix Arts et Lettres de France, concours littéraire international, créé en 1974, qui récompense des écrivains francophones dans les catégories suivantes : « poésie », « contes », « nouvelles », « romans », « pièces de théâtre », « essais », « ouvrages historiques et biographiques » ;
- Prix européen de littérature, créé à Strasbourg en 2005, récompense l'œuvre littéraire complète d'« un écrivain européen de stature internationale » ;
- Prix de littérature de l'Union européenne (EUPL), créé à Bruxelles en 2008, récompense pour une œuvre de fiction des auteurs émergents  dans les pays membres du programme Europe Créative de la Commission Européenne ;
- Prix Charles-Veillon (1947-1974), récompensant un roman en français, un second, en italien et un troisième, en allemand ;
- Prix européen de l'essai Charles-Veillon, créé en 1975, premier prix consacré exclusivement au genre de l'essai, récompense un ouvrage européen ;
- Prix Senghor, créé en 2006, attribué chaque année à un premier roman francophone ;
- Prix Jean-Arp de littérature francophone, créé à Strasbourg en 2004, récompense l'œuvre littéraire complète d'un écrivain francophone ;
- Grand prix littéraire d'Afrique noire ;
- Prix Erich-Fried (en allemand Erich-Fried-Preis) décerné depuis 1990, en souvenir d'Erich Fried (poète autrichien décédé en 1988), récompense l'œuvre d'un écrivain ;
- Prix de la paix des libraires allemands ;
- Großer Österreichischer Staatspreis für Literatur ;
- Internationaler Sachbuchpreis
- Prix de l'État autrichien pour la littérature européenne ;
- Österreichischer Staatspreis für Kulturpublizistik ;
- Prix littéraire international de nouvelles Alfaguara (pour un recueil de nouvelles écrites en espagnol) ;
- Turner Tomorrow Awards ;
- Prix Aristeion (en) ;
- Prix Alain-Decaux de la francophonie, créé en 1999 ;
- Gourmand World Cookbook Awards ;
- Grand Prix de poésie Pierrette-Micheloud attribué tous les trois ans à un poète francophone pour l'ensemble de son œuvre ;
- Prix du livre Lorientales, créé en 2011, attribué chaque année à un roman oriental francophone ;
- Prix du livre européen, récompensant chaque année un essai et un roman affirmant une vision positive de l'Union européenne ;
- Prix des cinq continents de la francophonie, créé en 2001 par l'Organisation internationale de la francophonie et récompensant un roman d’un écrivain témoignant d’une expérience culturelle spécifique enrichissant la langue française ;
- Grand Prix de la Journée du manuscrit francophone, créé en 2013 par Les Éditions du Net et ActuaLitté.
- Prix européen du roman d'amour, créé en 2019  dans le cadre du festival « Strasbourg mon amour » et récompensant un roman d'amour ;
- Prix IMPAC, créé en 1996 par le Conseil de la ville de Dublin, il récompense une œuvre de fiction publiée en anglais au cours de l'année précédant la remise du prix ;
- Prix Renaissance de la nouvelle. Créé par la ville d'Ottignies-Louvain-la-Neuve en 1992, il a été attribué de façon ininterrompue jusqu'en 2013. Il a été relancé en 2021 avec une vocation internationale. Il récompense un recueil de nouvelles écrit en français et publié à compte d’éditeur entre le 1er juillet de l’année précédant l’organisation du concours et le 30 juin de l’année de l’organisation du concours.
- Prix Italiques, créé en 1997 par l'association Italiques, prix annuel récompensant alternativement une oeuvre en langue italienne consacrée à la France ou une oeuvre francophone consacrée à l'Italie.

## Pays francophones

### Algérie
- Prix Assia Djebar du roman, créé en 2015, il comprend trois catégories selon la langue d'écriture du roman (amazigh, arabe et français)
- Prix littéraire Mohammed Dib, créé en 2003. D'abord consacré exclusivement aux romans algériens en langue française, il s’élargit aux œuvres en arabe et en tamazight à compter de sa quatrième édition en 2011[1].

### Belgique
- Prix Première, ex « Prix des Auditeurs de la RTBF », ex Prix « Point de Mire ». Récompense un premier roman francophone publié, sorti en librairie entre la rentrée littéraire de septembre et la Foire du livre de Bruxelles.
- Prix République du Glamour, créé en 2008. Récompense le meilleur roman lesbien.
- Prix Auguste-Beernaert, créé en 1925
- Prix Émile-Bernheim, créé en 2007
- Prix Bouvier-Parvillez, créé en 1925
- Prix Alix-Charlier-Anciaux, créé en 1969
- Prix d'histoire Duc-d'Arenberg, bisannuel
- Prix Henri-Cornélus, créé en 1991, doté d'une récompense de 3 000 euros[2].
- Prix Robert-Duterme, créé en 1996, quadriennal et doté d'une récompense de 2 500 euros[3]
- Prix Gros Sel, créé en 2005 par Rezolibre
- Prix Indications du jeune critique, créé en 2003
- Prix Jean Muno, créé en 2001 par le Centre culturel du Brabant wallon, décerné tous les deux ans à une première œuvre, roman ou recueil de nouvelles déjà édité en francophonie et écrit par un auteur résidant en Belgique ou d'origine belge.
- Prix Émile-Polak, créé en 1931
- Prix Renaissance de la nouvelle, créé en 1992, ce prix est désormais à vocation internationale.
- Prix Victor-Rossel, créé en 1938
- Prix Victor-Rossel des jeunes, créé en 2001
- Prix Marcel-Thiry, prix annuel récompensant alternativement une œuvre poétique et une œuvre romanesque, créé en 2000
- Prix de littérature française de la Ville de Tournai, créé en 1986
- Prix Maurice Carême, prix bisannuels récompensant un recueil de poésie (depuis 1989) et une étude littéraire (depuis 1990)
- Prix Faucerama, prix annuel 100 % belge (auteur(e), imprimeur et éditeur) créé par Gaëtan Faucer en 2024

### Cameroun
- Grand Prix des mécènes

### Canada
- Prix littéraires du Gouverneur général

Les Prix littéraires du Gouverneur général sont décernés chaque année pour les meilleurs ouvrages de langue française et de langue anglaise dans chacune des sept catégories suivantes : romans et nouvelles, études et essais littéraires, poésie, théâtre, littérature jeunesse (texte), littérature jeunesse (illustrations) et traduction. Le Conseil des arts du Canada finance et administre ce prix ,,.
- Les principaux prix littéraires québécois sont le prix Athanase-David (prix de carrière), le prix Émile-Nelligan (poésie), le Grand prix du livre de Montréal, les prix du Conseil des arts et des lettres du Québec, le Grand prix Québecor du Festival international de la poésie, le Prix littéraire des collégiens, les prix des Libraires et les prix décernés par l’Académie des Lettres du Québec.

### Côte d'Ivoire
- Grand Prix littéraire ivoirien
- Prix Ivoire
- Prix Les manuscrits d'or

### France
Le prix le mieux doté en France semblait être le grand prix de littérature Paul-Morand qui, jusqu'en 2000 était de 300 000 francs, arrondi depuis à 45 000 euros, mais il est depuis dépassé par le prix mondial Cino Del Duca doté de 300 000 euros. Le plus prestigieux des prix, le Goncourt, était récompensé à l'origine par la somme de cinq mille francs or qui, de dévaluation en dévaluation, a fini par se réduire à cinquante francs de 1960, puis à un chèque de 10 € (généralement non encaissé, et encadré), mais le tirage (qui n'est jamais au-dessous de cent mille) compense largement ce manque à gagner, générant des droits d’auteur supérieurs à 200 000 euros. Seuls les cinq « grands » (prix Goncourt, Femina, Médicis, Renaudot et Interallié) dopent significativement les ventes. Roger Peyrefitte estimait en 1982 leur nombre à près de deux mille et concluait que, puisque la France compte à peu près trente mille hommes de lettres, chacun peut espérer avoir au moins un prix. Il y aurait près de 2 000 prix littéraires en France (200 simplement qui ont une portée nationale, attribués par une dizaine de jurys littéraires) si on prend en compte les prix des concours littéraires, des Jeux floraux, les prix de comités d'entreprises (tel le Cezam Prix Littéraire Inter CE), de médiathèques, d'institutions comme les conseils généraux,, ce qui fait de la France le premier pays au monde pour le nombre de distinctions littéraires attribuées chaque année, devant le Japon.
Selon une étude de GfK, les prix ayant eu le plus d'impact sur les ventes de 2017 à 2019 sont :
1. Prix Goncourt (319 000 ventes moyennes par livre primé)
2. Prix Renaudot (194 000)
3. Prix Goncourt des lycéens (131 000)
4. Prix Femina (121 000)
5. Prix du roman Fnac (96 000)
6. Grand prix du roman de l'Académie française (56 000)
7. Prix Médicis (37 000)

### Liban
- Prix Phénix de littérature qui récompense l'œuvre d'un écrivain libanais francophone ou celle d'un écrivain français ayant écrit sur le Liban.
- Prix France-Liban qui récompense un écrivain libanais de langue française ou un écrivain français dont le sujet de l’ouvrage porte sur le Liban.

### Luxembourg
- Concours littéraire national
- Prix Batty-Weber
- Prix Libertés
- Prix Servais pour la littérature
- Prix Tony-Bourg

### Mali
- Prix Ahmed-Baba (anciennement prix Yambo-Ouologuem avant 2015)
- Prix Massa-Makhan-Diabaté

### Maroc
- Prix du Maroc du livre, créé en 1962
- Prix Grand Atlas, créé en 1991 par l'ambassade de France
- Prix littéraire de la Mamounia, créé en 2010,

### Monaco
- Prix Prince-Pierre-de-Monaco

### Nouvelle-Calédonie
- Prix littéraire professionnel de Nouvelle-Calédonie, créée par Daniel Marteaud en 1987.
- Prix de littérature d'honneur, créée par José-Lopez Aguilera en 2001.
- Prix annuel de littérature de jeunesse « Livre Mon Ami », géré par l'association éponyme depuis 1997 (9000 à 10 000 lecteurs selon l'année).

### République démocratique du Congo
- Grand prix panafricain de littérature
- Grand prix congolais du livre
- Prix Makomi
- Prix Zamenga

### Suisse romande
- Prix Bibliomedia
- Prix Michel-Dentan
- Prix Lettres Frontière
- Prix Lipp Suisse
- Prix de la Loterie romande
- Grand prix du maire de Champignac, pour une mauvaise citation, créé en 1988 par la revue satirique lausannoise La Distinction.
- Prix européen de l'essai Charles-Veillon, fondé en 1975.
- Prix Rambert, fondé en 1898 et ce faisant un des plus vieux prix littéraires francophones.
- Grand prix C.F. Ramuz
- Prix Édouard-Rod
- Prix Georges-Nicole
- Prix du roman des Romands
- Prix suisse de littérature
- Prix lab-elle
- Prix de poésie Pierrette-Micheloud
- Prix des lecteurs de la Ville de Lausanne
- Prix Ahmadou-Kourouma
- Prix Alice Rivaz

### Tunisie
- Prix COMAR, depuis 1997

## Pays non francophones

### Afrique du Sud
- Prix Hertzog
- Prix Ingrid-Jonker
- Prix littéraires M-Net (Afrique du Sud)

### Allemagne
- Prix Alfred Döblin
- Prix Andreas-Gryphius
- Aspekte-Literaturpreis
- Berliner Literaturpreis
- Prix Bertolt Brecht
- Bücher-Butt
- Prix Georg-Büchner - le prix littéraire allemand le plus important
- Médaille Carl Zuckmayer
- Deutscher Bücherpreis
- Deutscher Jugendliteraturpreis
- Deutscher Schulbuchpreis
- Deutscher Science Fiction Preis - du Science Fiction Club Deutschland e. V.
- Prix Eichendorff
- Evangelischer Buchpreis
- Prix Friedrich-Gundolf
- Friedrich-Hölderlin-Preis
- Prix Gerhart Hauptmann
- Prix frère et sœur Scholl
- Großer Literaturpreis der Bayerischen Akademie der Schönen Künste
- Großer Preis der Deutschen Akademie für Kinder- und Jugendliteratur e.V. Volkach
- Göttinger Elch
- Prix Hans Sachs
- Prix Heine
- Prix Heinrich-Böll
- Prix Heinrich-Mann
- Prix Heinrich Wolgast
- Prix Hermann Hesse
- Médaille Hermann Kesten
- Prix Hermann Sinsheimer de la ville de Freinsheim
- Prix Hugo Jacobi
- Prix Janusz Korczak
- Prix Jean-Paul
- Médaille Johannes Bobrowski
- Prix Joseph Breitbach
- Médaille Karl-Preusker
- Médaille Wilhelm-Leuschner
- Prix Karl Sczuka
- Kasseler Literaturpreis pour l'humour grotesque
- Prix Kleist
- Prix de littérature culinaire de la ville de Schwäbisch Gmünd
- Kunstpreis Rheinland-Pfalz
- Prix Kurd-Laßwitz de science-fiction
- Lion-Feuchtwanger-Preis
- Prix de littérature de la ville de Brême
- Prix Lutz Röhrich
- Prix Marieluise Fleißer de la ville Ingolstadt
- Prix Marie-Luise Kaschnitz de l'Evangelischen Akademie Tutzing
- Prix Nelly-Sachs
- Oldenburger Kinder- und Jugendbuchpreis
- Prix Petrarca
- Rattenfänger-Literaturpreis de la ville d'Hamelin
- Prix Ricarda Huch
- Prix Richard Schönfeld pour les satires littéraires
- Prix Schubart de la ville d'Aalen
- Prix Siegfried Unseld
- Prix Curt-Siodmak de science-fiction
- Prix des lecteurs de Stern
- Prix Thomas Mann
- Troisdorfer Bilderbuchpreis
- Prix Tukan de la ville de Munich
- Umweltpreis für Kinder- und Jugendliteratur
- Wieland Übersetzer-Preis
- Wilhelm-Raabe-Preis
- Wolfgang-Hohlbein-Preis

### Argentine
- Premio de Honor (SADE)
- Prix Martín-Fierro (SADE)

### Autriche
- Alfred-Gesswein-Literaturpreis
- Alexander-Sacher-Masoch-Preis
- Prix Anton-Wildgans
- Prix Arthur-Schnitzler
- Prix Buch
- Prix du livre autrichien
- Prix Erich-Fried (Erich-Fried-Preis)
- Federhasenpreis
- Prix Franz Kafka de la ville de Klosterneuburg
- Prix Franz-Nabl
- Prix Peter-Rosegger
- Frau Ava Literaturpreis
- Grillparzer-Preis
- Prix Ingeborg Bachmann
- Jury der jungen Leser
- Österreichischer Staatspreis für Kinder- und Jugendliteratur
- Österreichischer Staatspreis für Kinderlyrik
- Rauriser Literaturpreis

### Brésil
- Prix Jabuti
- Prix des Critiques d'Art de São Paulo (APCA)
- Prix Portugal Telecom
- Prix de la Fundação Biblioteca Nacional
- Prix de l'Académie Brésilienne des Lettres

### Corée du Sud
- Prix de l'Association des poètes coréens
- Prix Daesan
- Prix Dong-in
- Prix Gongcho
- Prix Jeong Ji-yong
- Prix Kim Soo-young
- Prix de littérature contemporaine (Hyundae Munhak)
- Prix Manhae
- Prix Park Kyung-ni
- Prix Poésie contemporaine
- Prix de poésie Sowol
- Prix Woltan
- Prix Yi Sang

### Danemark
- Prix Amalienborg

### Espagne
- Prix Cervantes
- Prix littéraire Lara
- Prix Nadal
- Prix international de poésie Federico García Lorca
- Prix littéraires en Espagne

### États-Unis
- American Book Awards
- Golden Duck Award - prix pour la science-fiction jeunesse
- Michigan Author Award, institué en 1992
- National Book Award
- Prix Astounding du meilleur nouvel écrivain - prix américain pour la science-fiction
- Prix John-Wood-Campbell Memorial - prix américain pour la science-fiction
- Prix Edgar-Allan-Poe - le prix de l'association des auteurs de romans policiers
- Prix Hugo - prix de fans américains pour la science-fiction
- Prix Locus - prix de lecteurs américains pour la science-fiction
- National Book Circle Award
- Prix Nebula - prix d'écrivains américains pour la science-fiction
- Prix Philip-K.-Dick
- Prix Pulitzer - le prix des journalistes américains
- PEN/Faulkner Award
- Prix Shamus
- Prix Sidewise - prix américain pour l'uchronie
- Prix E. E. Smith Memorial - prix américains pour la science-fiction
- Prix World Fantasy - prix américains pour la fantasy

### Inde
- Hutch Crossword Book Award
- Prix Jnanpith
- Kalidas samman
- Pampa Award
- Sahitya Akademi Award

### Islande
- Prix de littérature islandaise

### Italie
- Prix Bagutta
- Prix Bancarella
- Prix Campiello
- Prix Giovanni Comisso
- Prix Feltrinelli
- Prix Giancarlo-Siani
- Prix Grinzane-Cavour
- Prix Napoli
- Prix Rapallo-Carige
- Prix Scerbanenco
- Prix Strega
- Prix Stresa
- Prix Viareggio

### Japon

#### Prix généraux
- Prix Noma de littérature (野間文芸賞, Noma bungei shō?, depuis 1941)
- Prix de l'académie des arts du Japon (日本芸術院賞, Nihon geijutsuin shō?, depuis 1941)
- Prix Mainichi de la culture (毎日出版文化賞, Mainichi shuppan bunka shō?, depuis 1947)
- Prix Yomiuri de littérature (読売文学賞, Yomiuri bungaku shō?, depuis 1949)
- Prix des beaux arts (芸術選奨賞, Geijutsu shinjin shō?, depuis 1950)
- Prix Jun'ichirō Tanizaki (谷崎潤一郎賞, Tanizaki Jun'ichirō shō?, depuis 1965)
- Prix Kyōka Izumi de littérature (泉鏡花文学賞, Izumi Kyōka bungaku shō?, depuis 1973)
- Prix Kawabata de littérature (川端康成文学賞, Kawabata Yasunari bungaku shō?, depuis 1974)
- Prix Jirō Osaragi (大佛次郎賞, Osaragi Jirō shō?, depuis 1974)
- Prix Sei Itō de littérature (伊藤整文学賞, Itō Sei bungaku shō?, depuis 1990)
- Prix Murasaki Shikibu de littérature (紫式部文学賞, Murasaki Shikibu bungaku shō?, depuis 1991)

#### Prix pour une première œuvre, décernés par un jury
- Prix Ryūnosuke Akutagawa (芥川龍之介賞, Akutagawa Ryūnosuke shō?, depuis 1935)

#### Prix delittérature populaire
- Prix Sanjūgo Naoki (直木三十五賞, Naoki Sanjūgo shō?)
- Prix Subaru pour un premier roman (小説すばる新人賞, Shōsetsu Subaru shinjin shō?)
- Prix Seiun (星雲賞, Seiun shō?)
- Grand prix Nihon SF (日本SF大賞, Nihon SF taishō?)
- Grand prix Fantasy Novel du Japon (en) (日本ファンタジーノベル大賞, Nihon fantajī noberu taishō?)
- Light Novel Award (en) (ライトノベルアワード, Raito noberu awādo?)
- Grand prix du roman Dengeki (電撃小説大賞, Dengeki shōsetsu taishō?)

### Norvège
- Prix Brage

### Pays-Bas
- Gouden Griffel
- Prix Gysbert-Japiks
- Prix Rely-Jorritsma
- Prix Dr. Obe Postma
- Zilveren Griffel
- Prix des lettres néerlandaises
- Prix Constantijn-Huygens
- Prix Hendrik-Tollens
- Prix Martinus-Nijhoff
- Prix Dr. J. van Praag
- Prix ANV-Visser-Neerlandia

### Pologne
- Prix Kościelski (Nagroda Fundacji im. Kościelskich) - prix littéraire créé en 1962
- Prix Kazimierz-Wyka (Nagroda im. Kazimierza Wyki), prix de critique littéraire créé en 1980
- Prix Nike (Nagroda literacka Nike) - prix littéraire polonais créé en 1997
- Prix Jan-Długosz (Nagroda im. Jana Długosza) - prix littéraire polonais créé en 1998
- Prix Beata-Pawlak (Nagroda im. Beaty Pawlak) - prix littéraire polonais créé en 2003
- Prix Ryszard-Kapuściński (Nagroda im. Ryszarda Kapuścińskiego za Reportaż Literacki) - prix de reportage littéraire créé en 2010

### Portugal
- prix Vergílio Ferreira - prix littéraire créé par l'université d'Évora en 1997

### Royaume-Uni
- Bad Sex in Fiction Award - Un prix ironique qui récompense les scènes de sexe les plus mal écrites.
- Prix Booker - le prix littéraire anglais le plus important
- Prix British Science Fiction - prix littéraires de science-fiction
- Prix British Fantasy - prix littéraires de fantasy
- Prix Arthur-C.-Clarke - prix littéraires de science-fiction
- Prix Costa
- Prix Hawthornden
- Prix Newdigate - Prix de poésie de l'université d'Oxford
- James Tait Black Memorial Prize
- Prix T.S. Eliot
- Prix Samuel-Johnson
- Prix Somerset-Maugham
- Orange Prize for Fiction - Prix décerné aux femmes de lettres anglophones (women's writing)
- Prix Saif Ghobash-Banipal - Prix décerné à une traduction d'œuvre arabe

### Russie
- Le Grand Livre
- Best-seller national (ru)
- Le Nez Prix (ru)
- Le Booker russe
- Escargot de bronze
- Illuminateur
- Prix de Alexandre Belyaev

### Suède
- Prix Astrid-Lindgren
- Prix August
- Prix Nils-Holgersson
- Grand prix des Neuf

### Suisse alémanique
- Prix Gottfried-Keller
- Prix suisse du livre
- Conrad-Ferdinand-Meyer-Preis
- Züricher Kinderbuch-Preis